# Aile oblique

Principe de l'aile oblique

L'aile oblique est un type particulier d'aile à géométrie variable articulée sur un unique pivot central, ainsi lorsque l'aile pivote, son angle de flèche est négatif sur une des demi-voilures et positif sur l'autre.
Les avantages d'une telle formule sont les mêmes que ceux d'une aile à géométrie variable plus classique : réduire le coefficient de traînée (Cx) à haute vitesse (les ailes étant dans ce cas positionnées avec un angle de flèche maximal) et obtenir un coefficient de portance (Cz) maximal à basse vitesse (avec la voilure positionnée perpendiculairement au fuselage). Le mécanisme permettant à l'aile oblique de pivoter n'est doté que d'une unique articulation simplifiant ainsi la cinématique et permettant donc un gain de poids par rapport aux autres types d'ailes à géométrie variable.

## Historique

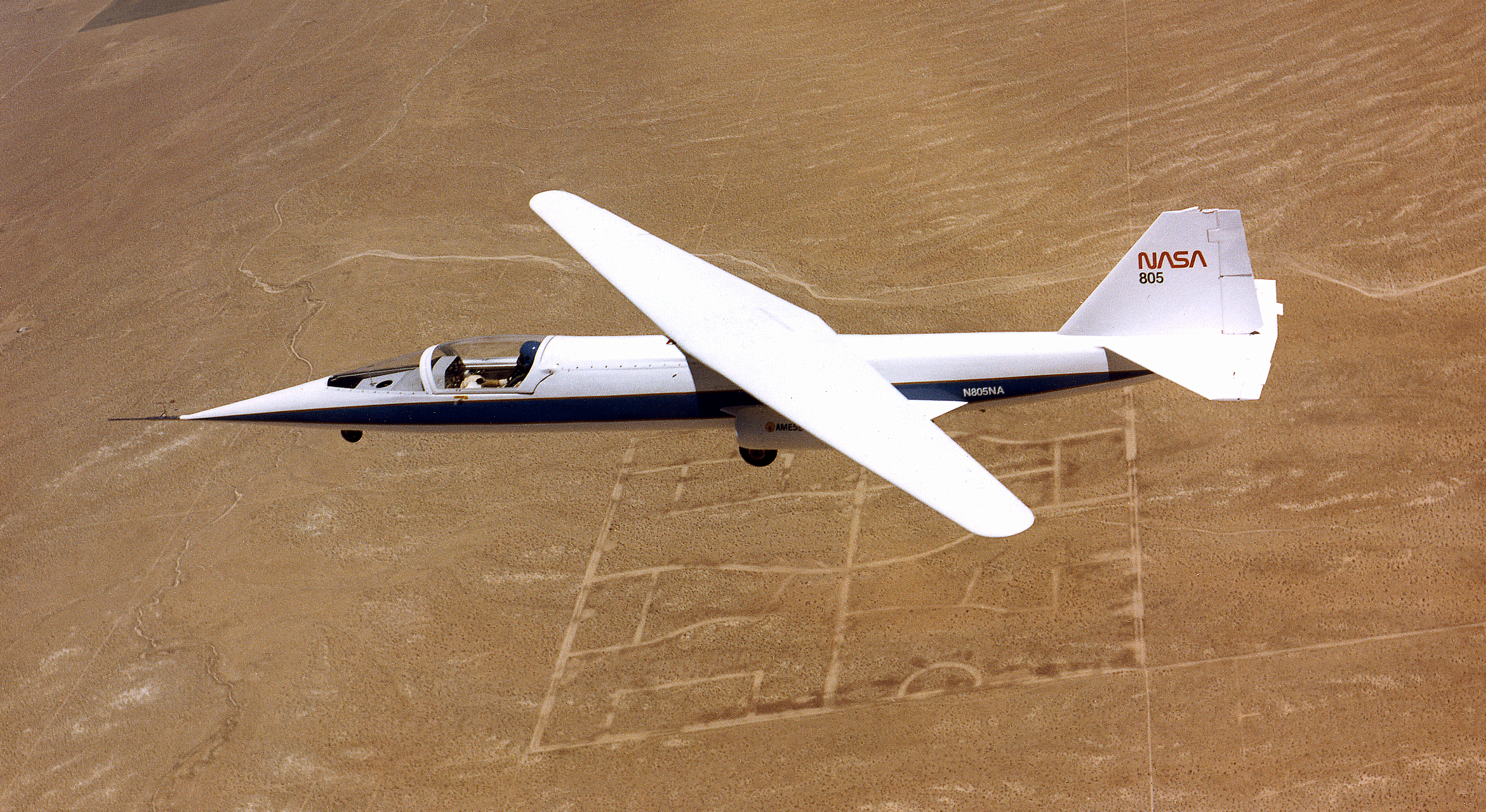
L'AD-1 sur lequel fut testé pour la première fois l'aile oblique

Cette formule apparut pour la première fois en 1944 sur les Blohm & Voss P.202 et Messerschmitt Me P.1009-01, projets allemands d'appareils conçus selon une formule d'aile oblique brevetée par la société Messerschmitt. Le concepteur du P.202, le Dr. Richard Vogt fut recruté après guerre par les Américains dans le cadre de l'opération Paperclip.
Le concept d'aile oblique fut plus tard étudié par Robert T. Jones, un ingénieur de la NASA travaillant au Centre de recherche Ames de Moffett Field en Californie. Ses études théoriques et les essais en soufflerie qu'il conduisit à Ames démontrèrent que les qualités aérodynamiques d'un avion de transport doté d'une aile oblique volant à Mach 1,4 seraient bien supérieures à celles du même appareil doté d'une voilure conventionnelle.
Depuis, seulement un appareil fut construit en vue d'expérimenter cette formule : le NASA AD-1 qui valida le concept lors d'un programme d'essai de 79 vols de 1979 à 1982.

## Explications théoriques
L'idée générale est de concevoir un appareil aux performances aussi bonnes à basse vitesse qu'à vitesse transsonique ou supersonique. Or le type de voilure offrant les meilleures performances à basse vitesse est bien différente de celui permettant le vol à vitesse transsonique ou supersonique.
À basse vitesse, c'est la traînée induite qui prédomine. Une des solutions permettant de la réduire est d'augmenter l'allongement de l'aile. Lors des phases de décollage et d'atterrissage, l'aile sera donc placée perpendiculairement au fuselage afin d'obtenir une portance maximale et une meilleure manœuvrabilité. En augmentant l'allongement on augmente aussi la portance ce qui a pour effet de réduire la vitesse de décrochage. 
À l'inverse, lorsque la vitesse augmente et se rapproche du Mach, c'est la « traînée d'onde », due à la formation d'une onde de choc ralentissant brutalement l'écoulement d'air, qui devient dominante. Pivoter l'aile et augmenter ainsi son angle de flèche permet de réduire fortement cette « traînée d'onde » et donc d'obtenir de meilleures performances à haute vitesse.
Le concept d'aile oblique permet donc, comme pour l'aile à géométrie variable, de modifier les caractéristiques (allongement et angle de flèche) de la voilure d'un aéronef afin de les adapter au mieux aux différentes phases de vol. 
L'avantage de l'aile oblique sur les autres types d'aile à géométrie variable est son mécanisme simplifié permettant un gain de poids significatif ainsi qu'une diminution des risques de pannes.

## Recherches menées par la NASA sur un projet d'avion de ligne à aile oblique
En 1991 la NASA conduisit dans son centre de recherche d'Ames une étude en vue d'appliquer le concept d'aile oblique à un projet d'avion de ligne long-courrier supersonique de grande capacité. Cette étude conduisit à la construction d'un appareil radioguidé de 6,1 m (20 ft) d'envergure qui fit son unique vol en mai 1994. Le vol ne dura que quatre minutes durant lesquelles l'aile fut pivoté de 35 à 50 degrés. L'appareil resta stable et pilotable démontrant la viabilité du concept. Malgré ce succès le programme de recherche fut stoppé.

## Projet de drone à aile oblique
Un contrat de 10,3 millions de dollars fut attribué à Northrop Grumman par la Defence Advanced Research Projects Agency (DARPA) pour l'étude, la conception et la production d'un démonstrateur technologique d'aile volante basée sur le concept d'aile oblique. Ce projet fut baptisé « Switchblade ».
Le but du projet est de produire un démonstrateur technologique afin d'étudier les défis à relever pour faire voler un aéronef de conception aussi radicale. L'appareil serait une aile volante articulée sur deux réacteurs pouvant voler à vitesse supersonique tout en disposant d'un grand rayon d'action. Ce programme se déroulera en deux phases : la phase I vise à étudier la faisabilité d'un tel appareil et à élaborer les plans définitifs de l'appareil, la phase II concerne la production et les essais en vol afin de récolter des données en vue de la production en série d'appareils de nouvelle génération.
Les essais en soufflerie sont à l'heure actuelle terminés et le concept de l'appareil a été défini comme « fonctionnel et robuste ».